# Красное Море (мухафаза)
Кра́сное Мо́ре (араб. البحر الأحمر‎, Эль-Бахр-Эль-А́хмар) — мухафаза в Арабской Республике Египет. Административный центр — город Эль-Гурдака (Хургада). Расположена на востоке страны, на территории между Нилом и Красным морем, от Суэцкого залива на севере до границы с Суданом на юге. Благодаря протяжённому морскому побережью мухафаза располагает прекрасными возможностями для летнего отдыха. Вдоль берега имеется большое число курортных центров и отелей.

## Губернатор
В сентябре 2012 года новый Президент Египта Мухаммед Мурси объявил о назначении ряда новых губернаторов в ряде провинций. Губернатором провинции Красное Море стал генерал-майор Мохамед Мохамед Камель. Мурси назначал на должности губернаторов либо политиков, представляющих партию Братья-мусульмане, либо, в пограничных провинциях, высокопоставленных военных. Этот генерал не только является бакалавром военных наук и бывшим сотрудником объединённого штаба ПВО Египта, но и занимал высокие посты в министерстве торговли Египта. Ничего не известно о том, чтобы Камель когда-либо говорил о необходимости ограничения туризма из-за мусульманской идеологии.

## Административное деление
Мухафаза делится на ряд городов и округов с центрами:
- Эль-Гурдака (Хургада) — административный центр
- Рас-Гариб
- Эль-Кусейр
- Марса-эль-Алам
- Бур-Сафага
- Беренис
- Шалатейн
- Халаиб

## Экономика
В мухафазе Красное Море добывается 75 % от всей добычи нефти и природного газа в Египте. Кроме того, здесь добывают фосфаты, золото, серебро, хром, марганец, вольфрам и изумруды.

## Туризм
На побережье развит туризм. С начала 1980-х годов Хургада является популярным местом для любителей пляжного отдыха и дайвинга. Туризм также активно развивается в городах Эль-Кусейр, Бур-Сафага и Марса-эль-Алам.